# Gåstjärnen (Bodums socken, Ångermanland)
Gåstjärnen är en sjö i Strömsunds kommun i Ångermanland och ingår i Ångermanälvens huvudavrinningsområde.